# Бортовий журнал з моря Кортеса
Бортови́й журна́л з мо́ря Корте́са — англомовна книга американського письменника Джона Стейнбека, опублікована 1951 року. В ній ідеться про морську подорож 1940 року тривалістю шість тижнів (11 березня — 20 квітня), під час якої автор на човні збирав зразки морських видів у різних місцях Каліфорнійської затоки (відомої також як Море Кортеса), зі своїм другом, біологом океану Едом Рікеттсом. Книгу вважають одним із найвизначніших творів нон-фікшн Стейнбека, головним чином через участь Рікеттса, який сформував спосіб думок Стейнбека і став прототипом багатьох ключових персонажів його художньої прози, а також завдяки світлу, яке ця книга проливає на філософії обох чоловіків.
Журнал з моря Кортеса — це описова частина невдалої попередньої книги, Море Кортеса: неквапливий журнал подорожі і досліджень, яку Стейнбек і Рікеттс опублікували невдовзі після свого повернення з Каліфорнійської затоки, і в якій експедиційні щоденники, перероблені Стейнбеком, поєднані з каталогом видів Рікеттса. Після смерті Рікеттса в 1948 році Стейнбек вилучив каталог з попередньої роботи і перевидав її, додавши панегірик своєму другові у вигляді передмови.

## Подорож

### Передумови
Стейнбек познайомився з Рікеттсом 1930 року завдяки спільному інтересу до морської біології. Рікеттс вів скромне життя як професійний біолог, займаючись підготовкою і продажем зразків міжприпливної фауни лабораторіям і університетам зі своєї маленької лабораторії на Кеннері Роу. Стейнбек провів багато годин у тій лабораторії в компанії Рікеттса. Рікеттс надихнув письменника на створення п'яного, добродушного персонажа «Дока» з його романів, дія яких відбувається в Монтереї та поблизу нього, і елементи його особистості відбились у багатьох інших важливих персонажах романів письменника.
Станом на 1939 рік і Стейнбек і Рікеттс  досягнули певного рівня добробуту і визнання у своїх професіях: Стейнбек капіталізував свій перший успішний роман, Tortilla Flat, і опублікував Грона гніву, а Рікеттс опублікував Між тихоокеанськими припливами, яка стала визначним посібником з вивчення літоральної фауни Тихоокеанського узбережжя континентальних Штатів. Стейнбек був вичерпаний і шукав способу розпочати з нуля; Рікеттс шукав нових викликів. Обоє чоловіків довго збирались написати спільну книгу і, змінивши обоє темп, почали роботу над довідником з поширених літоральних видів у затоці Сан-Франциско. Початковий задум не приніс результату, але спонукав їх до подорожі на море Кортеса. Спочатку вони планували автомобільну подорож в Мехіко, як перерву в їхній роботі над довідником, але з часом більше зацікавились у збиральницький подорожі навколо Каліфорнійської затоки. Рікеттс зазначив у своєму щоденнику:
|  | Джон сказав: "Якщо у вас є мета, така як збирання зразків, то це набагато більше спонукає до подорожі, робить її цікавішою"... Потім він додав: "Ми зробимо книгу про це, що більш, ніж окупить усі витрати на поїздку ". Оригінальний текст (англ.) Jon said, "If you have an objective, like collecting specimens, it puts so much more direction onto a trip, makes it more interesting."...Then he said, "We'll do a book about it that'll more than pay the expenses of the trip." |

Експедиція зі збирання зразків видів уздовж узбережжя Тихого океану і в Мексику давала їм можливість відпочити, а для Стейнбека можливість ненадовго втекти від полеміки, яка розгорталась навколо книги Грона гніву. Рікеттс, який страждав через завершення своїх тривалих стосунків з одруженою жінкою в Монтереї, теж був радий утекти. Вони задумали збирати зразки зі скель, припливних басейнів і міжприпливної берегової лінії (непокритої водою між припливами), які дозволили б їм зобразити екосистему Мексиканської затоки на макрорівні. Збережені зразки фауни, зібрані ними, можна було ідентифікувати та класифікувати, або продати після повернення.
На початку 1940 року Стейнбек і Рікеттс найняли в бухті Монтерей рибальський човен на сардин під назвою Західній флаєр, екіпаж якого становив чотири особи, і провели шість тижнів, подорожуючи узбережжям Каліфорнійської затоки і збираючи біологічні зразки. Разом з Рікеттсом і чотирма членами екіпажу, згаданими в книзі, Стейнбек був у супроводі своєї дружини, Керол. Він сподівався, що подорож допоможе врятувати їхній шлюб, який ішов до розриву, але це, здається, мало зворотний ефект: шлюб розпався невдовзі після їхнього повернення. Адвокат і друг Стейнбека, Тобі Стріт, також супроводжував їх на борту до Сан-Дієго.

### Звіт про експедицію

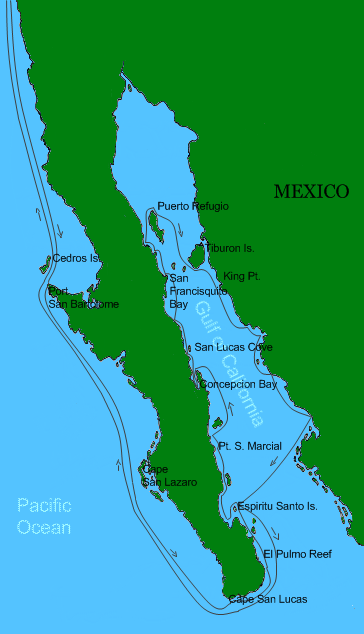
Маршрут навколо Каліфорнійської затоки, яким курсував Західний Флаєр

Західній флаєр -  капшуковий сейнер завдовжки 23 метри під керівництвом команди в складі капітана Тоні Беррі, інженера «Текса» Тревіса і двох матросів, «Спаркі» Енеа і «Тайні» Коллетто.[a] Забезпечений провізією, обладнанням для збирання зразків і невеликою бібліотекою, човен вийшов у море опівдні 11 березня 1940 року.[b]
Вони почали неквапливо спускатися вздовж Тихоокеанського узбережжя, на шляху займаючись риболовлею. Дозаправились у Сан-Дієго і 17 березня пройшли мис Сан-Лазаро, а потім попрямували вниз вздовж тихоокеанської сторони півострова Баха Каліфорнія. Пристали до берега в Кабо-Сан-Лукас, на краю півострова, де їх зустріли мексиканські чиновники. Там почали збір зразків. Команда збору спочатку мала складатися лише зі Стейнбека і Рікеттса, але до них приєдналась Керол, а потім і Енеа з Коллетто, що дозволило набагато ефективніше займатися збиранням під час кожної зупинки.
Боротьба з підвісним мотором їхнього човна, згадуваним на ім'я «Гансен морська корова», яка пройде гумористичною ниткою через увесь журнал, почалася відразу ж і тривала наступного дня, коли вони рушили далі вздовж берега до рифу Ель-Пульмо:
|  | Наша Гансен морська корова була не лише живою істотою, але нікчемною, дратівливою, зневажливою, мстивою, грайливою, ненависною живою істотою.... [вона] любила їздити на задній частині човна, елегантно волокла свій пропелер у воді поки ми веслували... коли ми напали з викруткою [вона] розвалилася на частини, удавши ніби мертва... Вона нікого не любила, нікому не довіряла, у неї не було друзів. Оригінальний текст (англ.) Our Hansen Sea-Cow was not only a living thing but a mean, irritable, contemptible, vengeful, mischievous, hateful living thing.... [it] loved to ride on the back of a boat, trailing its propeller daintily in the water while we rowed... when attacked with a screwdriver [it] fell apart in simulated death... It loved no one, trusted no one, it had no friends. |

Наближаючись до Ісла Еспіріту Санто вони зіткнулися з сильними вітрами і, замість того, щоб спробувати пристати до острова, кинули якір на материку, в Пескадеро. 20 березня повернулися на острів і провели день збираючи зразки. Візит кількох жителів Ла-Пас того вечора, в поєднанні з виснаженням їхніх запасів пива, надихнув їх наступного ранку вирушити до міста. Провели три дні збираючи зразки з допомогою місцевих жителів, і насолоджувалися гостинністю Ла-Пас. Пишучи про місто, Стейнбек коротко переказує історію, яку він пізніше розпише в романі Перлина.
23 березня переїхали на острів Сан-Хосе, де «морська корова» знову підвела: хотіли підігнати човен ближче до острівця Кайо, але в підсумку довелось веслувати з усе ще прив'язаним підвісним мотором після його невдалого старту. Наступного дня, у великодню неділю, продовжили шлях до Рифу Марсіаль. Після тамтешнього збору зразків вирушили до Пуерто-Ескондідо, де зустріли відпочивальників-мексиканців, які запросили їх на полювання. Вони погодилися, бажаючи побачити півострів зсередини, і провели два дні в компанії мексиканців, їли, пили і слухали незрозумілі брудні жарти іспанською мовою. Завдяки невимушеному ставленню їхніх господарів, справжнє полювання не відбулося, що порадувало Стейнбека:
|  | Крім того, вони навчили нас найкращого способу полювання, і ми ніколи не будемо використовувати будь-який інший. Проте, ми зробили одне невеличке поліпшення їхнього методу: ми не будемо брати зброю, тим самим зводячи нанівець останню віддалену можливість вполювати дичину. Оригінальний текст (англ.) Furthermore, they had taught us the best of all ways to go hunting, and we shall never use any other. We have, however, made one slight improvement on their method: we shall not take a gun, thereby obviating the last remote possibility of having the hunt cluttered up with game. |

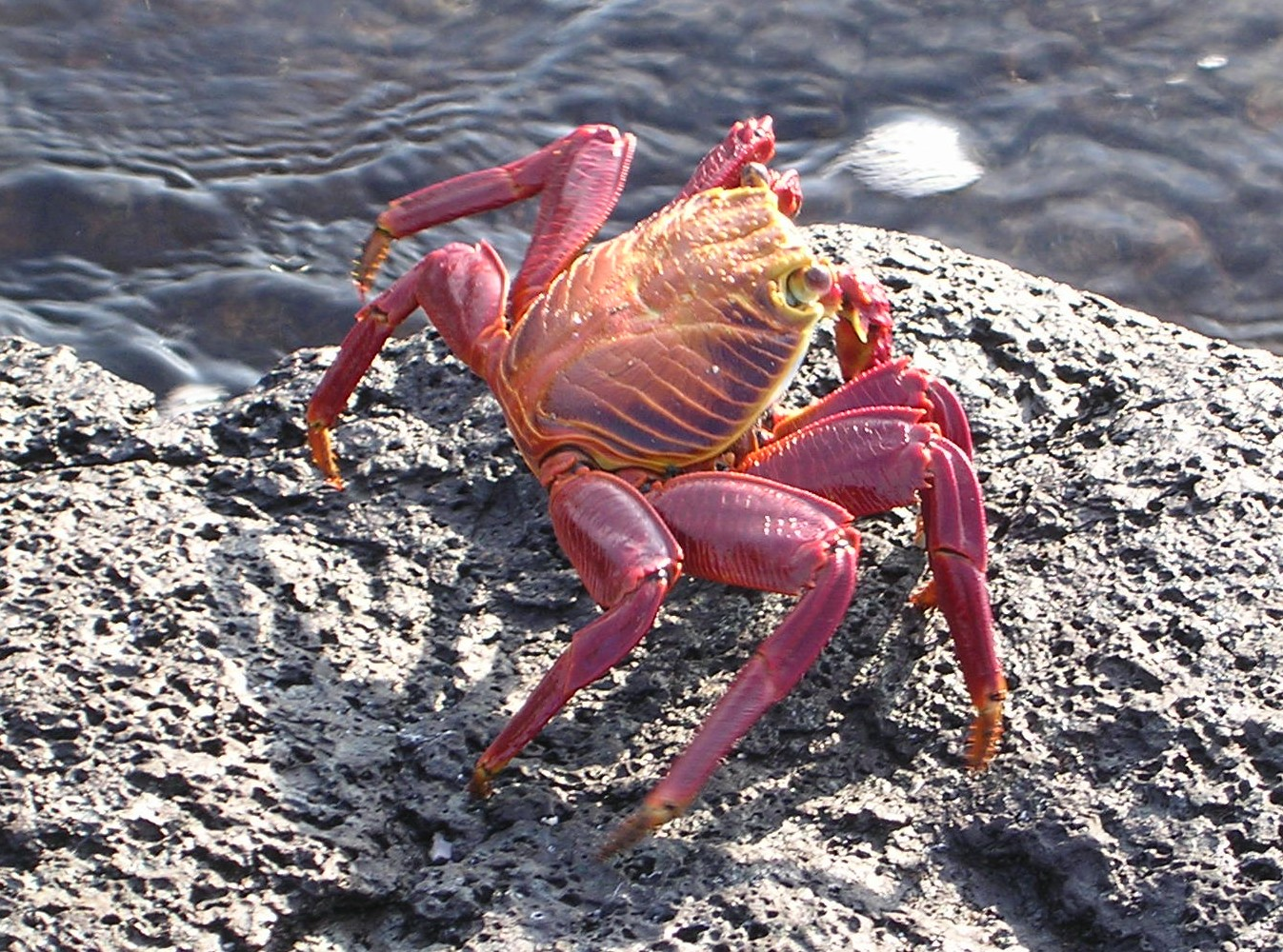
Grapsus grapsus були поширені по берегах затоки, але їх важко було зловити. Тайні оголосив їм війну після того як посковзнувся, коли намагався зловити трофейний екземпляр.

Пуерто-Ескондідо виявився багатим на зразки, і після дев'яти днів у затоці, їм довелося урізати свої амбіції колекціонерів через відсутність місця для зразків. Вже було зрозуміло, що є певні види, які поширені в регіоні повсюдно: деякі види крабів, актиній, морських равликів, молюсків і голотурій траплялися під час кожної зупинки, а морські зірки, Heliaster kubiniji, морські їжаки, Arbacia incisa, і багатощетинкові черви з роду Eurythoe були звичайним явищем.
Залишивши Пуерто-Ескондідо, вони продовжили шлях угору уздовж узбережжя до Лорето, де поповнили свої запаси. Потім відвідали острови Коронадо, затоку Консепсьйон і бухту Сан-Лукас, збираючи зразки під час кожної зупинки. Робота була виснажливою; Стейнбек писав у своїх листах, що йому не вдавалося як слід поспати, тому що збір і підготовка займали багато часу. В тісноті приміщень човна все обладнання потрібно було налаштувати і укласти назад кожного разу, коли човен кидав якір у новому місці, що вдвічі ускладнювало роботу з каталогізації та обробки зразків.
На шляху до затоки Сан-Карлос вони обійшли містечко Санта Росалія, і увійшли в малонаселену верхню частину затоки, зупинившись у бухті Сан-Францискіто. 1 квітня підійшли до Байя-де-Лос-Анхелес, що мала бути останньою зупинкою на півострові, перш ніж перейти до материкового узбережжя. 2 квітня обігнули Ісла Анхель де ла Гарда, і кинули на ніч якір у Пуерто-Рефуджіо. Наступного ранку наблизились до острова Тібурон, на східній стороні затоки. Збирали зразки біля Кручі Ред Пойнт, остерігаючись людей місцевого племені Сері, які за чутками були людожерами:
|  | У нашому звичайному стані голоду це ще як сказати, чи Сері з'їли би нас, чи ми їх. Той, хто першим вкусив би, мав би обід, але ми ніколи не бачили Сері. Оригінальний текст (англ.) In our usual condition of hunger, it would have been a toss-up whether Seris ate us or we ate Seris. The one who got in the first bite would have had the dinner, but we never did see a Seri. |

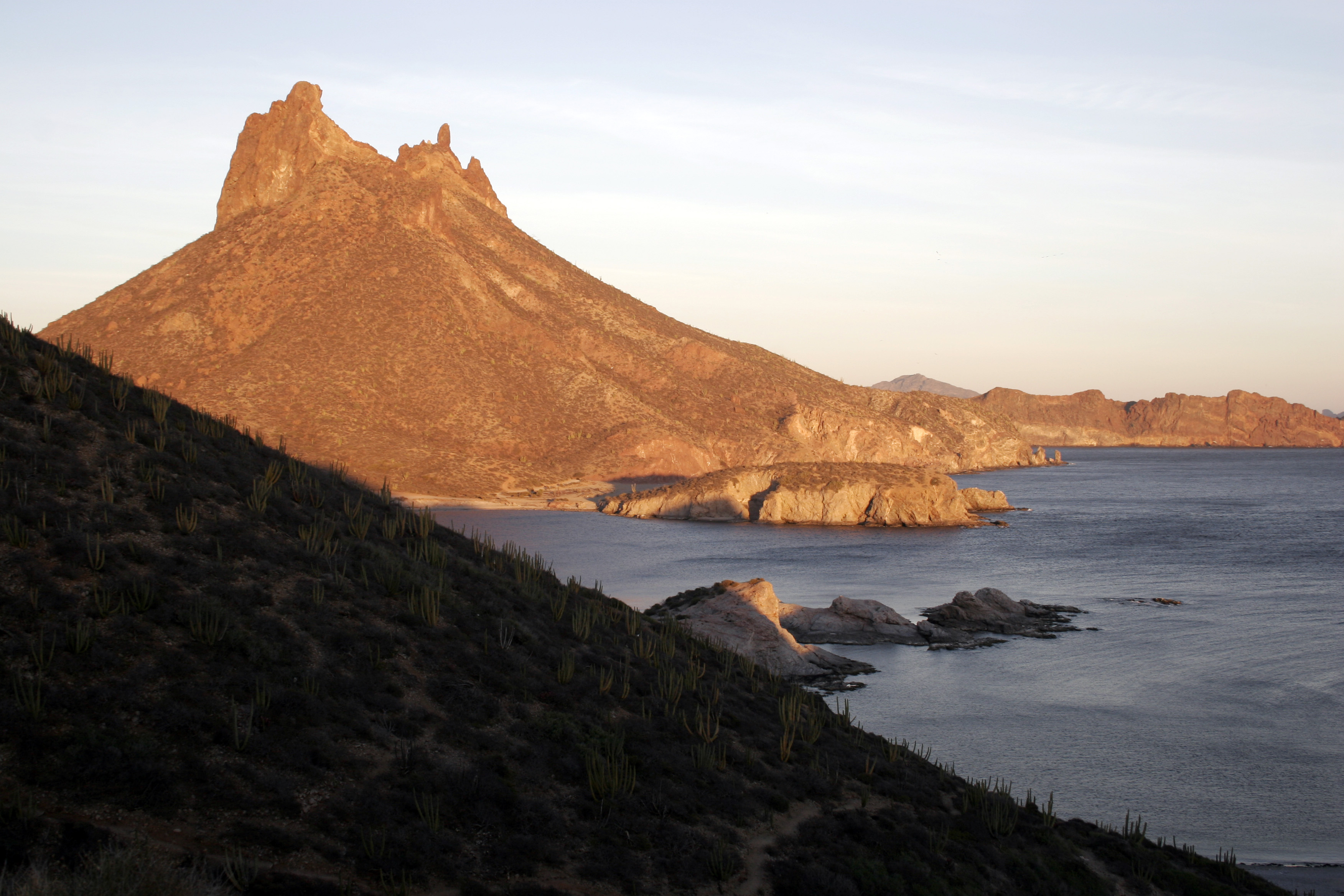
Пуерто-Сан-Карлос

Хоча екіпаж прагнув якомога швидше потрапити в Гуаймас, але одного дня було недостатньо, щоб його досягнути, тож наступного дня вони пристали в Пуерто-Сан-Карлос, де збирали зразки. Наступного дня рано вранці здійснили нетривалий переїзд у Гуаймас.
Вони залишили Гуаймас вранці 8 квітня, і лише через годину шляху зіткнулися з японським риболовецьким флотом, який прочісував дно. Хоча спочатку екіпаж одного з човнів був насторожений, але потім запросив Стейнбека і Рікетса на борт і дозволив їм вибрати деякі екземпляри з улову, хоча до досади екіпажу Західного флаєра, Стейнбек і Рікетс забули купити риби, щоб поїсти. Попрощавшись з флотом, наблизились до Естеро-де-ла-Луна, величезного естуарію, де Стейнбек і Рікеттс заблукали у тумані, коли вирушили на збиральну експедицію, після того, як «морська корова» вчергове відмовилася працювати. Хоча й налякані цією подією, вони змогли повернутися на Західний Флаєр після того, як туман розсіявся.
Продовжуючи спускатися до лагуни Агіябампо, вони перестали збирати зразки вздовж берега, а потім знову перетнули затоку вночі, зупинившись у Сан-Габріель-Бей для останнього збору, перед тим як вирушити додому. Вдень 12 квітня вони забезпечили себе всім обладнанням і взяли курс на Сан-Дієго.
Збиральна подорож була дуже успішною: вони занесли до каталогу понад 500 видів фауни узбережжя затоки; записали види офіури, Ophiophragmus marginatus, які востаннє були зафіксовані майже за 100 років до того, і виявили близько 50 нових видів. Три види актинії, які вони виявили, доктор Оскар Калгрен з Лундського університету з кафедри зоології в Швеції назвав на честь них: Palythoa rickettsii, Isometridium rickettsi, і Phialoba steinbecki.

## Книга

### Море Кортеса
Через рік після повернення з поїздки Стейнбек і Рікеттс опублікували книгу Море Кортеса: неквапливий журнал подорожі і досліджень, у якій Стейнбек поєднав щоденні подорожні журнали з анотованим списком зразків Рікеттса. Автори віддали перевагу назві «Море Кортеса» перед «Каліфорнійською затокою»  оскільки так звучить краще і більш захопливо.
Багато дослідників передбачали, що саме Стейнбек вів щоденник під час подорожі і що книга є всього лише об'єднанням його журналу і таксономічного списку Ріккетса, але обидва автори стверджували, що автором журналу був Рікеттс. Хоча Стейнбек і додавав до нього дописи під час подорожі, але основна його робота полягала в редагування після повернення. Журнал ґрунтувався на тому, що Рікеттс називав стенограмою, звіт про поїздку складався з різних нотаток, які він зробив під час поїздки. Більша частина остаточної оповіді не сильно відрізнялася від нотаток Рікеттса; Стейнбек змістив ведення оповіді від першої особи однини до першої особи множини і частково додав сухій прозі Рікеттса поетичного ладу, але багато сцен залишилися практично без змін у порівнянні з щоденним журналом. Стейнбек різко не погоджувався з пропозицією свого редактора, Паскаля Ковічі, щоб на титульній сторінці було зазначено, що Стейнбек був автором і додано, що Рікеттс написав додатки: «Я не лише не схвалюю твій план — я забороняю його». Стейнбек також спирався на журнал Тоні Беррі, здебільшого для підтвердження дат і часу.
Книга не лише являє собою подорожні нотатки і біологічні записи, але й проливає світло на філософії двох чоловіків: у ній розглянуто місце людини в навколишньому середовищі взаємозв'язок між окремими організмами і ширшою екосистемою, а також теми відбуття і повернення додому. Показано низку екологічних проблем, про які рідко говорили станом на 1940 рік, таких як уявне, але жахливе бачення довгострокового збитку, якого японські донні риболовецькі траулери завдають морському дну. Хоча написана так, як ніби це журнал, який вів сам Стейнбек під час плавання, але ця книга якоюсь мірою є художнім твором. Журнали насправді вів не Стейнбек, і він не згадує про свою дружину, яка супроводжувала його в поїздці, хоча в одному місці Стейнбек проговорюється і каже про їжу для семи осіб. Тема повернення додому пронизує всю оповідь, включення дружини, символу домашнього затишку, послабило б ефект. Імен Стейнбека і Рікеттса ніде немає, але вони об'єднані в першій особі множини «ми», від яких ведеться оповідь у журналі.
Версію філософського твору Рікеттса «Ессе про не-телеологічне мислення», що до певної міри виражає погляди обох авторів, Стейнбек включив у книгу як розділ під назвою «Великодня неділя». Хоча оригінал і змінено, але Рікеттс висловив задоволення результатом. Ставши зрештою відомою як «Проповідь великодньої неділі», у ній досліджено розрив між методами науки і віри і спільне для них обох підґрунтя, і викладено цілісний підхід обох чоловіків до екології:
|  | Рекомендовано перевести погляд від припливного басейну на зорі, а потім назад на басейн. Оригінальний текст (англ.) It is advisable to look from the tide pool to the stars and then back to the tide pool again. |

Стейнбек діставав задоволення від написання цієї книги. Для нього було викликом застосувати свої навички романіста до опису наукового предмету. Однак письменник сумнівався від самого початку, що книга буде добре продаватися. Він вважав, що це буде хороше читання, але не для тих  «хто-читає-чтиво-наніч». В процесі подальшої роботи над книгою він почав розуміти, що книга матиме дуже обмежену привабливість, але водночас був переконаний, що це добра книга і його найкраща праця. Він був радий, що вона направила його письмо в нове русло, і хотів зруйнувати спроби критиків повісити на нього ярлики. Зі злегка мазохістською радістю сподівався на їхній «гнів і презирство». У цьому він помилявся; відгуки були змішані, але переважно позитивні, сфокусовані на його утвердженні людства в ширшому контексті, і, підкреслюючи хвилювання, яке Стейнбек і Рікеттс відчували до своєї теми. На думку більшості, хоча й були моменти, коли Стейнбек проявив увесь свій талант, але змішання філософії з подорожніми нотатками та біологічними записами, зробило читання незбалансованим:
|                                                               | Таким чином, читач буде насолоджуватися погонею за "Тетисом", морським зайцем, коли раптом він опиниться всередині занудної розмови на тему телеології. Більшість читачів, як можна припустити, віддадуть перевагу Тетису, морському зайцю. Оригінальний текст (англ.) [Thus the reader will be enjoying the chase of Tethys the sea-hare when all of a sudden he will find himself becalmed in a soupy discussion of teleology. Most readers, one suspects, will prefer Tethys the sea-hare.] Помилка: {{Lang}}: текст вже має курсивний шрифт (допомога) |
| — Charles Curtiz Munz, «Fishing Trip», Nation, December 1941. | |

Ті критики, які дивилися за межі оповідної частини, були вражені каталогом Рікеттса. Морський біолог Джоел В. Геджпет, пишучи для San Francisco Chronicle передбачив, що він буде незамінним для тих, хто досліджує морських безхребетних Каліфорнійської затоки.
Проте, Стейнбек виявився правий щодо відсутності популярності: незвичайна суміш таксономічних даних і подорожніх нотаток означала відсутність аудиторії. Книга вийшла малим накладом і про неї невдовзі забули. Вступ країни у війну і падіння продажу книг також вплинули негативно. Частки Рікеттса від продажу книги не вистачило навіть на те, щоб повернути Стейнбекові фінансування поїздки.[c]

### Перевидання
Рікеттс загинув 1948 року, коли потрапив на машині під поїзд під час перетину залізничні колії. Смерть друга завдала глибоких ран Стейнбеку: «він був частиною мого мозку протягом 18 років». Хоча невдовзі після подорожі Стейнбек переїхав до Нью-Йорка і чоловікі не бачили один одного впродовж наступних років, але вони листувались поштою і планували наступну експедицію, цього разу на північ до Алеутських островів.
1951 року Стейнбек опублікував оповідну частину Моря Кортеса під назвою Бортовий журнал з моря Кортеса, вилучивши список видів Рікеттса і додавши передмову, озаглавлену «Про Еда Рікеттса», біографію свого друга.
Паскаль Ковічі завжди вважав Рікеттса підлабузником і жадав заперечити його авторство оригінальної книги. Він підштовхнув Стейнбека примусити сина Рікеттса, Еда-молодшого, підписати відмову від авторських прав на описову частину книги, так щоб перевидання згадувало про авторство Стейнбека. Ковічі запропонував як компенсацію 15-20 % роялті; але Ед-молодший, знаючи, що оповідь здебільшого належить  Рікеттсу, наполіг на 25 %. Після здобуття авторських прав ім'я Рікеттса зникло з обкладинки, хоча титульна сторінка визнавала, що книга була «оповідною частиною Моря Кортеса Джона Стейнбека і Е. Ф. Рікеттса», і впродовж усього життя Стейнбек наполягав на тому, щоб називати її спільною працею. Опублікована оповідь не відрізняється від оригіналу, опублікованого в Морі Кортеса.[d]
Перевидана версія користувалася більшим успіхом, ніж оригінал. Хоча, до моменту його смерті в 1968 році репутація Стейнбека була на найнижчому за весь час рівні через його невисоку продуктивність упродовж останніх десятиліть життя і підтримку участі американців у В'єтнамі, його книги поступово знову набули популярності. Бортовий журнал з моря Кортеса став важливою роботою в його творчості, не лише як цікава розповідь про подорож і робота нон-фікшн, але й як його розповідь від першої особи про Еда Рікетьса, людину, чиє мислення так сильно вплинуло на напрям Стейнбекового письма і на кому він побудував багатьох своїх ключових персонажів. Якщо раніше критики переважно припускали, що «Рікеттс є автором деякої частини біологічних описів, а Стейнбек усієї прози» Публікація віднайдених нотаток Рікеттса 2003 року показала, наскільки тісно Стейнбек відтворював журнал Рікеттса. Це спонукало до перегляду питання, наскільки справедливо приписувати авторство оповідної частини Моря Кортез Стейнбеку, і змусило критиків подивитись на вилучення імені Рікеттса як не найкращу поведінку Стейнбека.
Подорож з Чарлі: у пошуках Америки — інші подорожні нотатки нон-фікшн, яку Стейнбек написав у 1962 році, сприймається як більш цілісний погляд автора, наприкінці життя, але Бортовий журнал з моря Кортеса вважають таким, що показує безпосередній вплив Еда Рікеттса і його філософії на Стейнбека, і надає ключі до базового логічного обґрунтування деяких подій у його романах. Зокрема, «Про Еда Рікеттса» показує, як тісно він був пов'язаний з героями романів Стейнбека: частини взяті майже дослівно з опису «Дока» в Кеннері Роу. Книга також важлива тим, що містить щось від самого Еда Рікеттса. Це був єдиний приклад його філософських творів, опублікованих за життя. «Есе про не-телеологічне мислення» є частиною трилогії філософських есе, які він написав перед подорожжю, і які, з допомогою Стейнбека, він продовжував намагатися опублікувати до своєї смерті. Як подорожні нотатки вона фіксує вже втрачений світ. Навіть під час їхньої подорожі в Ла-пас вже будували новий готель. Стейнбек оплакував прихід туризму:
|  | Напевно, невдовзі літаки доправлять сюди недільних відпочивальників з Лос-Анджелеса, і прекрасне бідне нещасне старе місто розцвіте флоридською потворністю. Оригінальний текст (англ.) Probably the airplanes will bring week-enders from Los Angeles before long, and the beautiful poor bedraggled old town will bloom with a Floridian ugliness. |

Сьогодні Кабо-Сан-Лукас є домом для розкішних готелів і будинків американських рок-зірок, а багато невеликих сіл стали передмістям більших міст затоки, але люди все ще відвідують ці місця, намагаючись вихопити щось із духу неквапливої подорожі, яку Стейнбек і Рікеттс здійснили навколо моря Кортеса.

## Нотатки
a. ^  Sparky Enea and Tiny Colletto later featured in a scene in Steinbeck's Cannery Row: «Sparky Enea and Tiny Colletti had made up a quarrel and were helping Jimmy to celebrate his birthday».
b. ^  Dates in this section are taken from The Log from the Sea of Cortez, though there is some doubt as to the accuracy of the dates: Chapter 25 of the book is headed «April 22» and sandwiched between two chapters for «April 3» and «April 5». The Western Flyer returned to Monterey on 20 April.
c. ^  The timing of the release of the book did nothing to help sales. It was published in the first week of December: the attack on Pearl Harbor on December 7, 1941, and the subsequent entry of the United States into World War II focused the attention of the American people elsewhere.
d. ^  The republished narrative section even refers to the expunged appendix.